# 9461 Cotingkeh
9461 Cotingkeh este o planetă minoră (asteroid), cu un diametru de 4,493 km, din centura de asteroizi. A fost descoperită pe 20 aprilie 1998 la Experimental Test Site⁠(d) de Lincoln Near-Earth Asteroid Research. 
Obiectul prezintă o orbită caracterizată de o semiaxă mare de 2,7411818 UAi, o excentricitate de 0,04, o înclinație de 1,21977 ° în raport cu ecliptica.